# Buclă echipată

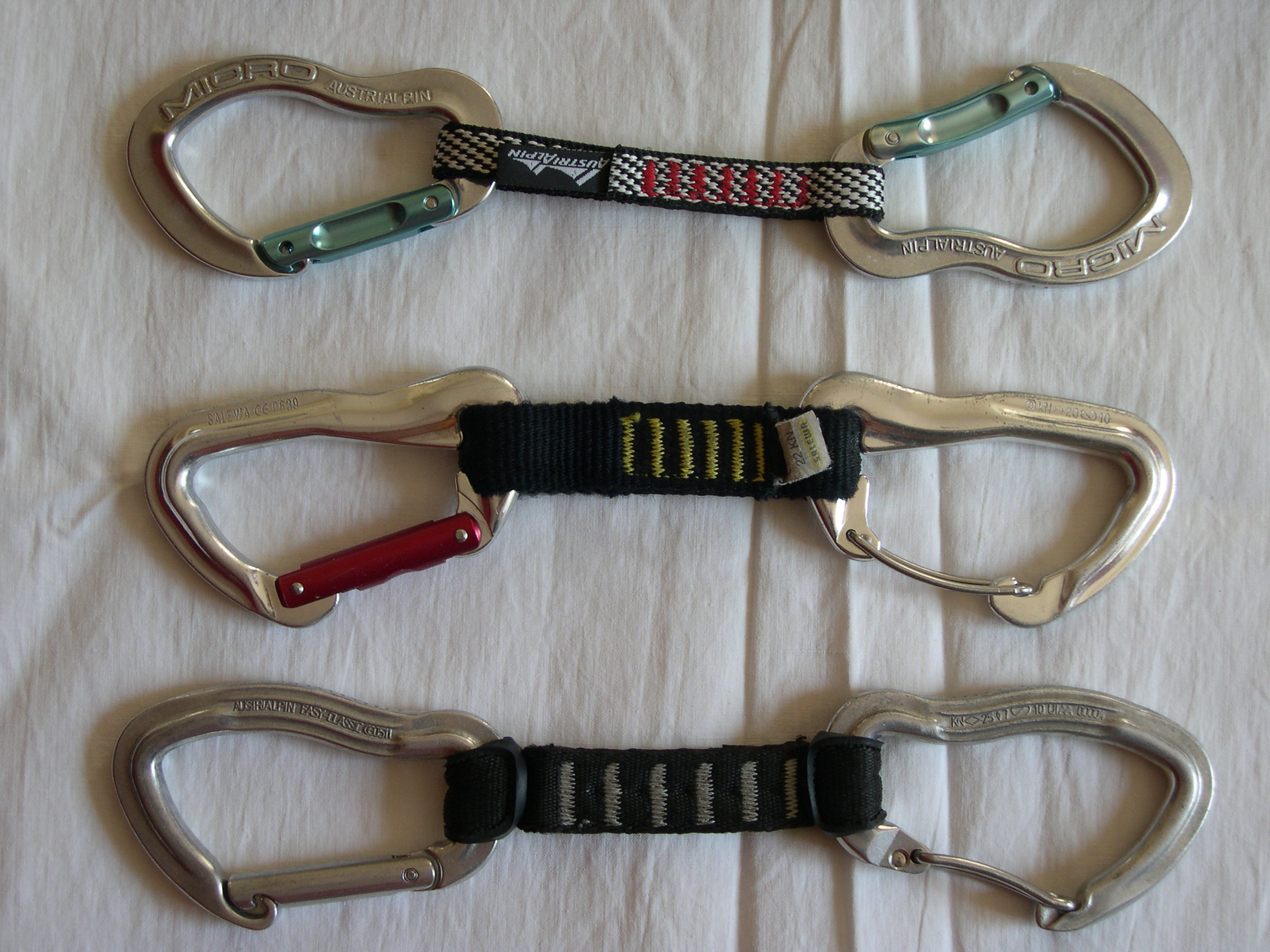
Trei diferite tipuri de bucle echipate

Bucla echipată este un obiect de asigurare folosit în alpinism și escaladă compus din două carabiniere legate între ele de o buclă. 

## Caracteristici
Fiecare element ce compune bucla echipată (bucla și carabinera) trebue să răspundă unor standarde și certificări.
Majoritatea buclelor rezistă până la forțe (longitudinale, cu clapetele închise) de 21- 22 kN și sunt confecționate din chingă cu secțiune tubulară sau plină. 
Lungimea buclei poate avea trei valori (după normele UIAA):
- 11 cm - buclă mică
- 17 cm - buclă medie
- 25 cm - buclă mare